# گرینکریک (آیداهو)
گرینکریک (به انگلیسی: Greencreek) یک منطقهٔ مسکونی در ایالات متحده آمریکا است که در شهرستان آیداهو، آیداهو واقع شده‌است. گرینکریک ۹۷۲٫۰۲ متر بالاتر از سطح دریا واقع شده‌است.